# Królowa piękności z Leenane
Królowa piękności z Leenane (ang. The Beauty Queen of Leenane) – dramat autorstwa Martina McDonagh, pierwsza część tzw. "Trylogii Leenane".
Jest to połączenie czarnej komedii, melodramatu, horroru i ponurej tragedii. Akcja toczy się w irlandzkiej wsi Leenane, w regionie Connemara w Irlandii w 1989 roku. Cała sztuka rozgrywa się w obskurnej, słabo oświetlonej kuchni, wywołującej klaustrofobiczne poczucie uwięzienia.
Sztuka skupia się na życiu Maureen Folan, czterdziestoletniej starej panny, która opiekuje się swoją siedemdziesięcioletnią, samolubną, skłonną do manipulacji matką, Mag. Siostry Maureen uciekły od ciężaru w małżeństwo i życie rodzinne, ale Maureen, mająca za sobą chorobę psychiczną, jest skazana na dysfunkcyjny związek ze swoją matką.
Dom Folanów odwiedza Pato Dooley ze swoim młodszym bratem Rayem. Pato jest pracownikiem budowlanym w średnim wieku, sfrustrowanym koniecznością życia i pracy w Anglii, rozczarowanym samotnością i ograniczeniami stawianymi mu przez życie. Jego jednostajność jest uciążliwa także dla jego brata, niegroźnego "złego chłopca" Raya.
Przebłysk szansy na romans między Maureen i Pato pojawia się w pierwszym akcie i nie gaśnie w drugim, zawierającym monolog Pato. Fabuła, pełna zwodzenia, tajemnic i zdrad, przeplatających się z nagłymi zwrotami akcji, nie przestaje zaskakiwać odbiorcy. Nadzieja pojawia się tylko po to, żeby w końcu zostać pogrzebaną.
Królowa piękności z Leenane została po raz pierwszy wystawiona w 1996 roku w Galway, w Irlandii.  W 1998 roku została uhonorowana czterema Tony Award w Nowym Jorku.

## Polskie tłumaczenie
Na język polski sztukę tłumaczyła Klaudyna Rozhin. Tłumaczenie to wydano w 2002 roku wraz z dwiema pozostałymi częściami "Trylogii Leenane": Czaszką z Connemary oraz Samotnym zachodem.